# Brachysetodes quadrifidus
Brachysetodes quadrifidus är en nattsländeart som beskrevs av Schmid 1955. Brachysetodes quadrifidus ingår i släktet Brachysetodes och familjen långhornssländor. Inga underarter finns listade i Catalogue of Life.